# Marcos Senesi
Marcos Nicolás Senesi Barón (Concordia, 10 maggio 1997) è un calciatore argentino, difensore del Bournemouth.

## Caratteristiche tecniche
Molto bravo nel gioco aereo, è un difensore centrale dal fisico imponente e con una velocità considerevole. Di piede mancino, risulta capace anche nell'impostazione del gioco.

## Carriera

### Club
Il 25 settembre 2016 ha esordito nella massima serie argentina contro il Patronato mentre, il 26 aprile 2017, ha debuttato in Coppa Libertadores nella partita vinta per 2-1 contro l'Universidad Católica. Il 16 settembre seguente realizza, invece, la sua prima rete da professionista nella partita vinta per 1-0 ai danni del Arsenal Sarandí. Nella stagione 2018-19 ottiene il posto da titolare, collezionando a fine annata 33 presenze totali.
Il 2 settembre 2019 viene acquistato dal Feyenoord per 7 milioni di euro, firmando con il club olandese un contratto quadriennale. Il 10 novembre segna, al minuto 85, il gol vittoria (3-2) contro il RKC Waalwijk.
L'8 agosto 2022 viene ceduto al Bournemouth.

### Nazionale
A livello giovanile, nel 2017 Senesi è stato convocato dalla selezione U-20 argentina per disputare il Campionato mondiale di categoria in Corea del Sud. Ha quindi debuttato nella rassegna iridata il 20 maggio seguente, nella sconfitta (0-3) contro i pari età dell'Inghilterra. Sei giorni dopo, ha realizzato una rete delle cinque reti che ha consentito alla Albiceleste di vincere contro la Guinea.
Essendo nato in Argentina, ma disponendo anche della cittadinanza italiana, Senesi ha potuto scegliere fra le due rispettive nazionali a livello internazionale: alla fine, nel maggio del 2022, è stato incluso dal tecnico Lionel Scaloni nella lista dei pre-convocati della nazionale maggiore argentina in occasione della Finalissima proprio contro l'Italia, organizzata il 1º giugno successivo. Negli stessi giorni, durante un'intervista al quotidiano locale Olé, il difensore aveva rivelato di essere stato contattato anche dal CT degli azzurri Roberto Mancini, di cui aveva poi rifiutato la proposta, per rendersi invece disponibile all'Albiceleste. Il 5 giugno, dopo non essere stato schierato contro l'Italia, fa il suo esordio con l'albiceleste nel successo per 5-0 in amichevole contro l'Estonia.

## Statistiche

### Presenze e reti nei club
Statistiche aggiornate al 19 maggio 2024.
| Stagione           | Squadra            | Campionato         | Campionato | Campionato | Coppe nazionali | Coppe nazionali | Coppe nazionali | Coppe continentali | Coppe continentali | Coppe continentali | Altre coppe | Altre coppe | Altre coppe | Totale | Totale |
| Stagione           | Squadra            | Comp               | Pres       | Reti       | Comp            | Pres            | Reti            | Comp               | Pres               | Reti               | Comp        | Pres        | Reti        | Pres   | Reti   |
| ------------------ | ------------------ | ------------------ | ---------- | ---------- | --------------- | --------------- | --------------- | ------------------ | ------------------ | ------------------ | ----------- | ----------- | ----------- | ------ | ------ |
| 2016-2017          | San Lorenzo        | PD                 | 11         | 0          | CA              | 0               | 0               | CL                 | 2                  | 0                  | -           | -           | -           | 13     | 0      |
| 2017-2018          | San Lorenzo        | PD                 | 13         | 1          | CA              | 0               | 0               | CS                 | 6                  | 0                  | -           | -           | -           | 19     | 1      |
| 2018-2019          | San Lorenzo        | PD                 | 23         | 0          | CA+CS           | 1+2             | 0+0             | CL                 | 7                  | 0                  | -           | -           | -           | 33     | 0      |
| lug.-set. 2019     | San Lorenzo        | PD                 | 4          | 0          | CA              | 0               | 0               | -                  | -                  | -                  | -           | -           | -           | 4      | 0      |
| Totale San Lorenzo | Totale San Lorenzo | Totale San Lorenzo | 51         | 1          |                 | 3               | 0               |                    | 15                 | 0                  |             | -           | -           | 69     | 1      |
| 2019-2020          | Feyenoord          | ED                 | 16         | 1          | CO              | 4               | 2               | UEL                | 5                  | 0                  | -           | -           | -           | 25     | 3      |
| 2020-2021          | Feyenoord          | ED                 | 34         | 3          | CO              | 2               | 0               | UEL                | 5                  | 0                  | -           | -           | -           | 41     | 3      |
| 2021-2022          | Feyenoord          | ED                 | 32         | 2          | CO              | 1               | 0               | UECL               | 17                 | 1                  | -           | -           | -           | 50     | 3      |
| Totale Feyenoord   | Totale Feyenoord   | Totale Feyenoord   | 82         | 6          |                 | 7               | 2               |                    | 27                 | 1                  |             | -           | -           | 116    | 9      |
| 2022-2023          | Bournemouth        | PL                 | 31         | 2          | FACup+CdL       | 1+2             | 0               | -                  | -                  | -                  | -           | -           | -           | 34     | 2      |
| 2023-2024          | Bournemouth        | PL                 | 31         | 4          | FACup+CdL       | 3+2             | 0+0             | -                  | -                  | -                  | -           | -           | -           | 36     | 4      |
| Totale Bournemouth | Totale Bournemouth | Totale Bournemouth | 62         | 6          |                 | 8               | 0               |                    | -                  | -                  |             | -           | -           | 70     | 6      |
| Totale Carriera    | Totale Carriera    | Totale Carriera    | 179        | 12         |                 | 15              | 2               |                    | 42                 | 1                  |             | -           | -           | 236    | 15     |

### Cronologia presenze e reti in nazionale
| Cronologia completa delle presenze e delle reti in nazionale ― Argentina | Cronologia completa delle presenze e delle reti in nazionale ― Argentina | Cronologia completa delle presenze e delle reti in nazionale ― Argentina | Cronologia completa delle presenze e delle reti in nazionale ― Argentina | Cronologia completa delle presenze e delle reti in nazionale ― Argentina | Cronologia completa delle presenze e delle reti in nazionale ― Argentina | Cronologia completa delle presenze e delle reti in nazionale ― Argentina | Cronologia completa delle presenze e delle reti in nazionale ― Argentina |
| Data                                                                     | Città                                                                    | In casa                                                                  | Risultato                                                                | Ospiti                                                                   | Competizione                                                             | Reti                                                                     | Note                                                                     |
| ------------------------------------------------------------------------ | ------------------------------------------------------------------------ | ------------------------------------------------------------------------ | ------------------------------------------------------------------------ | ------------------------------------------------------------------------ | ------------------------------------------------------------------------ | ------------------------------------------------------------------------ | ------------------------------------------------------------------------ |
| 5-6-2022                                                                 | Pamplona                                                                 | Argentina                                                                | 5 – 0                                                                    | Estonia                                                                  | Amichevole                                                               | -                                                                        | 62’                                                                      |
| Totale                                                                   |                                                                          | Presenze                                                                 | 1                                                                        |                                                                          | Reti                                                                     | 0                                                                        |                                                                          |

| Cronologia completa delle presenze e delle reti in nazionale ― Argentina under 20 | Cronologia completa delle presenze e delle reti in nazionale ― Argentina under 20 | Cronologia completa delle presenze e delle reti in nazionale ― Argentina under 20 | Cronologia completa delle presenze e delle reti in nazionale ― Argentina under 20 | Cronologia completa delle presenze e delle reti in nazionale ― Argentina under 20 | Cronologia completa delle presenze e delle reti in nazionale ― Argentina under 20 | Cronologia completa delle presenze e delle reti in nazionale ― Argentina under 20 | Cronologia completa delle presenze e delle reti in nazionale ― Argentina under 20 |
| Data                                                                              | Città                                                                             | In casa                                                                           | Risultato                                                                         | Ospiti                                                                            | Competizione                                                                      | Reti                                                                              | Note                                                                              |
| --------------------------------------------------------------------------------- | --------------------------------------------------------------------------------- | --------------------------------------------------------------------------------- | --------------------------------------------------------------------------------- | --------------------------------------------------------------------------------- | --------------------------------------------------------------------------------- | --------------------------------------------------------------------------------- | --------------------------------------------------------------------------------- |
| 20-5-2017                                                                         | Jeonju                                                                            | Argentina under 20                                                                | 0 – 3                                                                             | Inghilterra under 20                                                              | Mondiali Under-20 2017                                                            | -                                                                                 | 42’                                                                               |
| 23-5-2017                                                                         | Jeonju                                                                            | Corea del Sud under 20                                                            | 2 – 1                                                                             | Argentina under 20                                                                | Mondiali Under-20 2017                                                            | -                                                                                 |                                                                                   |
| 26-5-2017                                                                         | Jeonju                                                                            | Argentina under 20                                                                | 5 – 0                                                                             | Guinea under 20                                                                   | Mondiali Under-20 2017                                                            | 1                                                                                 |                                                                                   |
| Totale                                                                            |                                                                                   | Presenze                                                                          | 3                                                                                 |                                                                                   | Reti                                                                              | 1                                                                                 |                                                                                   |